# Pánico en el Transiberiano
Pánico en el Transiberiano u Horror Express  es una película de terror y ciencia ficción de 1972. Es también conocida en español en menor medida como El expreso del horror.  
Coproducción anglo-española dirigida por Eugenio Martín, el guion es de Arnaud d'Usseau y Julian Zimet, producción de Bernard Gordon y Gregorio Sacristán. Con un elenco internacional los papeles principales son interpretados por Christopher Lee, Peter Cushing, Telly Savalas, Silvia Tortosa y Alberto de Mendoza.

## Argumento
En 1906, Saxton (Cristopher Lee), un renombrado antropólogo británico, regresa a Europa en el Transiberiano desde China a Moscú. Con él lleva una caja que contiene los restos congelados de una criatura humanoide primitiva que descubrió en una cueva en Manchuria. Él espera que sea un eslabón perdido en la evolución humana. El doctor Wells (Peter Cushing), rival amistoso de Saxton y colega suyo en la Real Sociedad Geológica, también está a bordo pero viaja por separado. 
Antes de que el tren salga de Shanghái, un ladrón es encontrado muerto en la plataforma. Sus ojos se hallan completamente blancos, sin iris ni pupilas, y un espectador inicialmente lo confunde con un ciego. Un monje Ortodoxo, el Padre Pujardov (Alberto de Mendoza), consejero espiritual del Conde polaco Marion Petrovski (George Rigaud) y la condesa Irina Petrovski (Silvia Tortosa), quienes también están esperando abordar el tren, advierte que el contenido de la caja que quiere trasladar Saxton está amenazado por una profecía, algo que Saxton rechaza tachándolo de superstición. El afán de Saxton por mantener en secreto su descubrimiento científico despierta la sospecha de Wells, quien soborna a un portero para que investigue el contenido de la caja. El humanoide que está en su interior (Juan Olaguivel), fruto de la descongelación, se despierta y asesina al portero para después escaparse.
El humanoide, mientras recorre el tren, encuentra más víctimas en su camino. Cada nueva víctima presenta los mismos ojos opacos y blancos. Las autopsias sugieren que los cerebros de las víctimas se están drenando de los recuerdos y el conocimiento. Cuando el humanoide sufre los disparos del inspector de policía Mirov (Julio Peña) la amenaza parece haber sido eliminada. Saxton y Wells descubren que las imágenes externas son retenidas por un líquido que se encuentra dentro de los ojos de los cadáveres que revelan una Tierra prehistórica como se ve desde el espacio. Deducen que la verdadera amenaza es de alguna manera un ser extraterrestre amorfo que habitaba el cuerpo del humanoide y ahora reside dentro del inspector. Pujardov, sintiendo la presencia dentro del inspector y, creyendo que es la de Satanás, renuncia a su fe, prometiendo lealtad a la entidad.
Las autoridades rusas obtienen noticia de los asesinatos. Un intimidante oficial cosaco, el capitán Kazan (Telly Savalas), aborda el tren con un puñado de sus hombres. Kazan cree que en el tren se están transportando rebeldes y solo se convence de la existencia del alienígena cuando Saxton apaga las luces y los ojos de Mirov brillan, revelando que es el anfitrión del alienígena. El alienígena ha absorbido las memorias del asistente de Wells, un ingeniero de trenes y de otras víctimas a bordo, y ahora busca el conocimiento metalúrgico del conde polaco para construir una nave con la que escapar de la Tierra. Kazan dispara y mata a Mirov, y el alienígena se transfiere al Padre Pujardov.
Los pasajeros huyen hacia el vagón de carga mientras Pujardov asesina a Kazan, a sus hombres y al conde, agotando todos sus recuerdos. Saxton rescata a la condesa y detiene a Pujardov a punta de pistola. Saxton, después de descubrir que la luz brillante impide que el alienígena drene las mentes o la transferencia a otro cuerpo, obliga a Pujardov a entrar en un área bien iluminada. El alienígena Pujardov explica que es una forma colectiva de energía de otra galaxia. Atrapado en la Tierra en un pasado distante, después de haber sido dejado atrás en un accidente, sobrevivió durante millones de años en los cuerpos de protozoos, peces y otros animales. No puede vivir fuera de un ser vivo por más de unos breves instantes. El extraterrestre suplica ser salvado tentando a Saxton con su avanzado conocimiento de la tecnología y la cura de enfermedades. Mientras Saxton se distrae con la oferta, el alienígena resucita el cadáver del conde y lo ataca con él.
Saxton y la condesa huyen pero el alienígena resucita a todas sus víctimas como zombis. Batallando por el tren Saxton y la condesa finalmente llegan al furgón de cola donde se han refugiado el resto de supervivientes. Saxton y Wells trabajan desesperadamente para desenganchar el vagón de cola del resto del tren. El gobierno ruso envía un telegrama a una estación intermedia, ordenándoles la destrucción del tren desviándolo por una vía cortada. Creyendo que ha estallado la guerra el personal de la estación inicia las maniobras. El alienígena toma el control de la locomotora. Saxton y Wells, finalmente, logran separar el furgón de cola del resto del tren. El alienígena intenta frenar la locomotora pero no logra hacerlo, atravesando una barrera de espuelas, y sumergiéndose en un profundo acantilado. El furgón de cola rueda precariamente al final de la pista antes de detenerse a escasos centímetros del acantilado. Los supervivientes se van rápidamente mientras Saxton, Wells y la condesa contemplan el barranco y son testigos de la explosión que envuelve al tren y su habitante sobrenatural.

## Reparto
- Christopher Lee - Profesor Sir Alexander Saxton
- Peter Cushing - Dr. Wells
- Silvia Tortosa - Condesa Irina Petrovski
- Telly Savalas - Capitán Kazan
- Alberto de Mendoza - Padre Pujardov
- Helga Liné - Natasha
- Alice Reinheart - Miss Jones
- Julio Peña - Inspector Mirov
- Ángel del Pozo - Yevtushenko
- José Jaspe - Conductor Konev
- George Rigaud - Conde Marion Petrovski
- Víctor Israel - Maletero
- Faith Clift - Pasajero americano
- Juan Olaguivel - La Criatura
- Barta Barri - Radiotelegrafista

## Dominio público
La película se halla en dominio público.

## Premios
29.ª edición de las Medallas del Círculo de Escritores Cinematográficos
| Categoría          | Premiado     | Resultado |
| ------------------ | ------------ | --------- |
| Mejor ambientación | Ramiro Gómez | Ganador   |

## Comentarios
En Argentina la película se estrenó en febrero de 1982, tras estar censurada durante una década, bajo gobiernos civiles y militares.

## Críticas
La revista Gente de Buenos Aires, en su edición del 4 de marzo de 1982 (luego de su estreno en Argentina), comentó el film con mordacidad: "Hay una historia traída de los pelos donde una especie de antropólogo descubre un fósil, algo así como un cadáver petrificado que vendría a confirmar la teoría de Darwin. Lo ata, lo embala y finalmente lo envía a la sección cargas del expreso Transiberiano. En medio del viaje, la "criatura" empieza a hacer de las suyas y arremete contra todos. El fósil "sorbe" el cerebro y la memoria de las víctimas a través de la mirada. Este disparate seudo-científico fue dirigido por Eugenio Martín (Gene Martin para los íntimos y para la versión inglesa) con toda la ineptitud de que es capaz. Creyó que el terror sólo se logra con grandes dosis de maquillaje. Se equivocó porque todo mueve a risa. CONSEJO: No vaya. Aunque le juren que el cine tiene una refrigeración excelente."
Otro consejo: ¡No lea esta crítica!